# Szymon Czechowicz

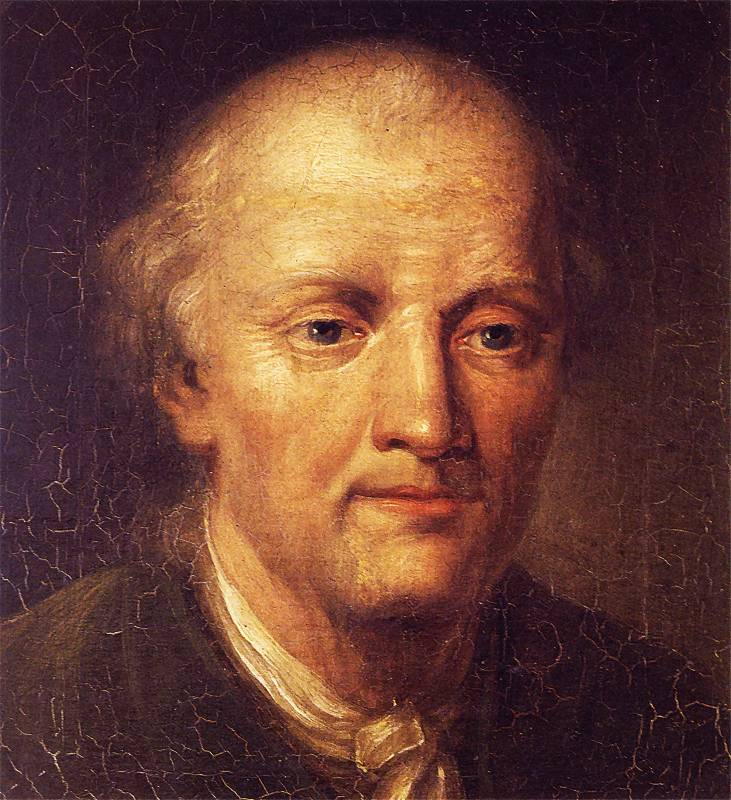
Autorretrato, 1775, Palacio Tyzenhauzai, Rokiškis, Lituania.

Szymon Czechowicz (Cracovia, 22 de julio de 1689-Varsovia, 21 de julio de 1775) fue un pintor barroco polaco.

## Biografía

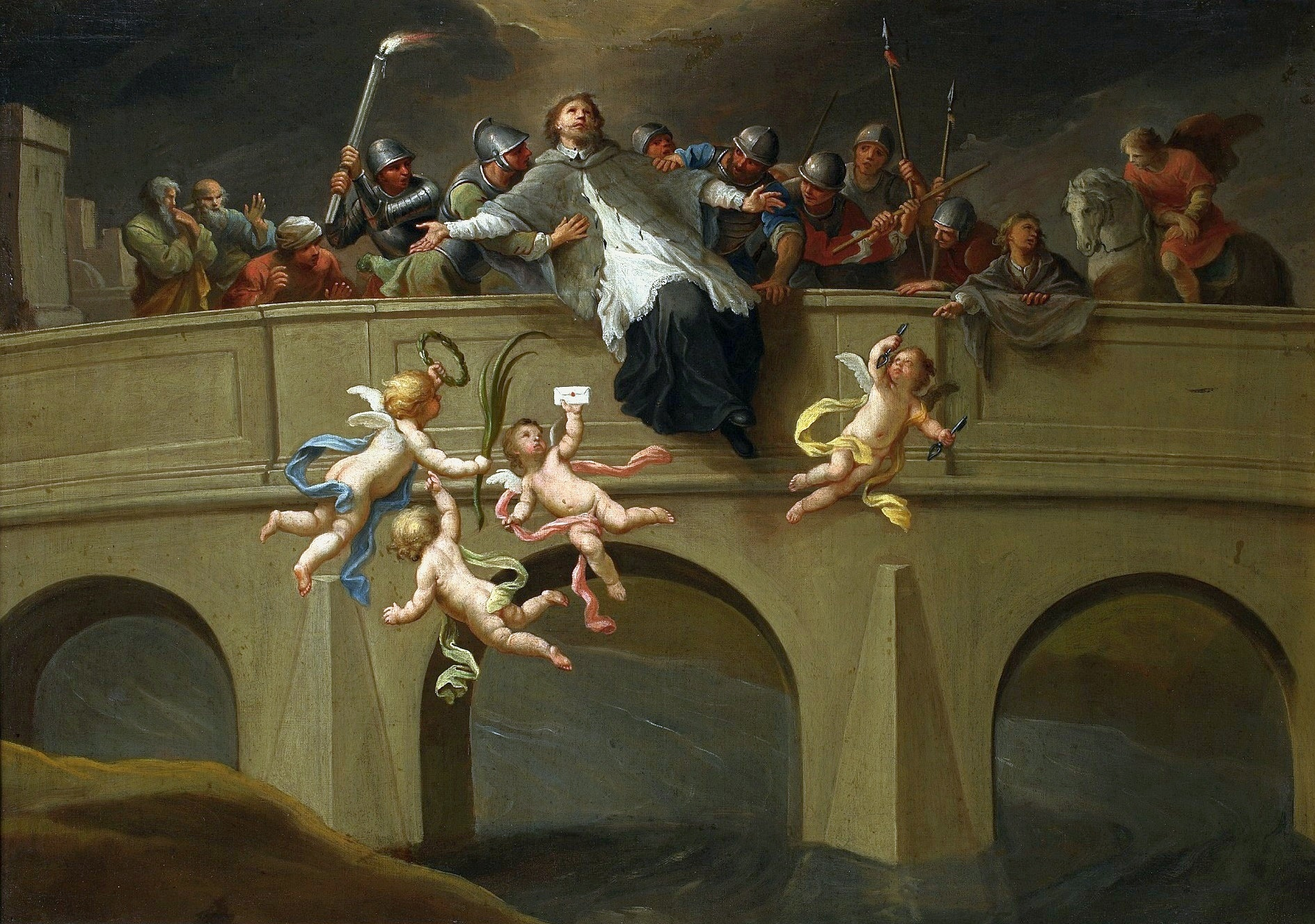
Martirio de san Juan Nepomuceno, hacia 1750, Museo Nacional de Varsovia.

En 1710 viajó a Roma para estudiar pintura en el taller de Carlo Maratta o de Benedetto Luti, de quien llegó a ser un excelente colaborador. Tras la muerte del maestro residió todavía algún tiempo en Roma, donde en 1716 recibió el premio de la Academia de San Lucas por dos de sus dibujos: Sansón dando muerte al león y Regreso victorioso de la expedición.
En esta primera etapa, además de copiar obras de Federico Barocci, Guido Reni y Rubens, se dedicó a la pintura religiosa y proporcionó, todavía en Roma, pinturas de altar para diversas iglesias polacas, como el lienzo de la Protección de la Madre de Dios sobre Cracovia que pintó para los escolapios de aquella ciudad, o la Asunción de la Virgen para la catedral de Kielce.
De regreso a Polonia en 1731, se estableció en Varsovia donde alcanzó fama como pintor de historias sagradas y como retratista. En la corte de Augusto II trabajó para destacados miembros de la nobleza polaca y lituana, como  Jan Fryderyk Sapieha, cuyo retrato, conservado en el Museo de Arte de Lituania en Vilna, pintó hacia 1740, a la vez que, por iniciativa suya, se encargó de pintar algunas obras religiosas para la iglesia de Santa Ana y San Pedro de Cracovia, o Wacław Rzewuski (1705–1779), dramaturgo y coronel de la República de las Dos Naciones, por cuyo encargo realizó las pinturas de la capilla del castillo de Pidhirtsi en el óblast de Leópolis.
Czechowicz estableció en Varsovia su propia escuela, donde enseñaba pintura de forma gratuita. A ella asistieron entre otros Franciszek Smuglewicz, Tadeusz Kuntze, Jan Ścisło, Jan Bogumił Plersch y Antoni Albertrandi, a los que pudieran atribuirse algunas de las obras del maestro. En su estilo, abierto hacia 1750 a las influencias rococó, empleando tintas progresivamente más claras, se advierte la influencia de los italianos Carlo Maratta o Sebastiano Conca en la pintura religiosa, en tanto en los retratos predominan las influencias alemanas.